# Spirit in the Sky
«Spirit in the Sky» (с англ. — «Дух в небе») — песня норвежской группы KEiiNO, представленная на конкурсе «Евровидение-2019» в Тель-Авиве. С этой песней группа выступила во втором полуфинале 16 мая 2019, сумев выйти в финал.
Песня содержит некоторые тексты на языке северных саамов: Čajet dan čuovgga («Покажи мне свет») и нелексические вокаблы, в частности He lå e loi la, выступающий как часть сегмента йойка.

## Евровидение
Песня была выбрана как представитель Норвегии на конкурсе песни Евровидение 2019, после того, как KEiiNO победили на музыкальном конкурсе «Melodi Grand Prix 2019», который выбирает исполнителей Норвегии для конкурса песни Евровидение. 28 января 2019 года была проведена специальная жеребьевка, которая поместила каждую страну в один из двух полуфиналов, а также в какой половине шоу они будут выступать. Норвегия была включена во второй полуфинал, который состоялся 16 мая 2019 года, выступив во второй половине шоу. Норвегия выступила под номером 15 и вышла в финал, который состоялся 18 мая 2019 года. Группа заняла первое место среди зрительского голосования с 291 очками и в общем заняла 5 место с 338 очками, но после пересмотра голосов, в итоге группа заняла шестое место с 331 очком.

## Композиция
| №  | Название            | Длительность |
| -- | ------------------- | ------------ |
| 1. | «Spirit in the Sky» | 3:05         |

## Чарты
| Чарт (2019)                                 | Высшая позиция |
| ------------------------------------------- | -------------- |
| Австрия (Ö3 Austria Top 40)                 | 61             |
| Estonia (Eesti Tipp-40)                     | 11             |
| Бельгия/Фландрия (Ultratip Bubbling Under)  | 19             |
| Greece International Digital Singles (IFPI) | 53             |
| Ireland (IRMA)                              | 84             |
| Нидерланды (Single Top 100)                 | 59             |
| Norway (VG-lista)                           | 1              |
| Шотландия (OCC Scotland)                    | 7              |
| Sweden (Sverigetopplistan)                  | 33             |
| Switzerland (Schweizer Hitparade)           | 7              |
| Великобритания (OCC UK Singles Downloads)   | 7              |
| Великобритания (OCC UK Singles)             | 61             |